# 井垣利英
井垣 利英（いがきとしえ、女性、1970年1月21日 - ）は、株式会社シェリロゼ代表取締役、マナー講師。

## 略歴
名古屋生まれ、東京在住。金城学院中学校・高等学校、中央大学法学部卒業。企業の社員研修を行っている。

## 著書
- 冠婚葬祭とおつきあい（日本文芸社、2004年10月）
- 美人オーラをつくる!（DHC、2005年7月）
- プリンセス・マナーブック（大和書房、2005年11月）
- しぐさのマナーとコツ（学研、2005年11月）中国語とタイ語にも翻訳される
- 女性のための美しいマナーBOOK（新星出版社、2006年9月）
- 「頼み方」&「断り方」にはツボがある!（青春出版社、2007年7月）
- 仕事のマナーと職場の常識（毎日コミュニケーションズ、2008年4月）
- 女磨きの心得（学研、2010年11月）
- 会社は不平等! ! だから必要 可愛がられルール（小学館、2012年4月）
- 会社で「やってはいけない」43のこと（明日香出版社、2012年5月）
- キレイな生き方 〜美しいマナーと言葉づかい（高橋書店、2015年6月）
- なりたい女（じぶん）になる力（三笠書房、2016年6月）
- 仕事の神様が“ひいき”したくなる人の法則（致知出版社、2016年11月）
- おしゃれマナーBook 大人になってもこまらない! マナーとしぐさ（ポプラ社、2018年12月）
- 開運 ＃年中行事はじめました（致知出版社、2020年1月）
- 「育ちのいい人」が使っている 添えるだけの1行文（PHP研究所、2021年7月）

## 主な寄稿・共著・監修・連載
- 起業本能（サンマーク出版、2005年8月）
- 35歳までに知っておきたい仕事のヒント（PHPカラット、2008年8月）
- 大人の常識とマナー ―決定版（学研教育出版）
- 美しい人の立ち居振る舞い講座（日経BP社、2013年3月）
- 四季の味（北陸館、2014年01月号 - ）
- ハウズイングニュース
- 永　黒龍酒造（2018年10月号）